# 新竹庁

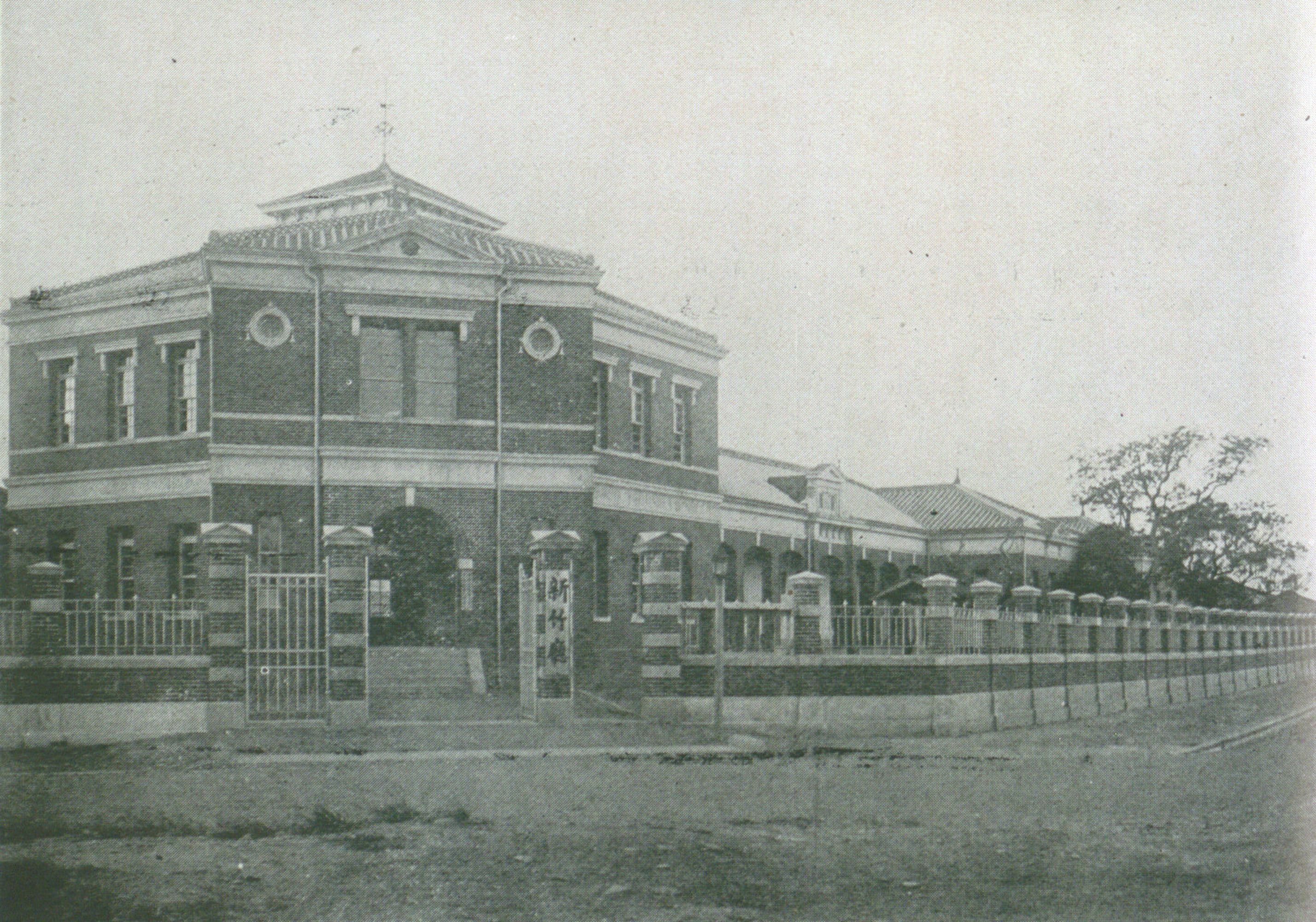
新竹庁舎

新竹庁（しんちくちょう）は、日本統治時代の台湾の地方行政区分のひとつ。

## 地理

1915年当時の行政区画

1920年（大正9年）9月の廃止時点で直轄区域および新埔、樹杞林、北埔、頭份、南庄、苗栗、大湖、三叉河、通霄の9つの支庁、41区街291庄から構成された。

## 歴史

### 沿革
- 1901年（明治34年）11月 - 廃県置庁により三県四庁から二十庁に改められた際に台北県の一部から成立。新埔、樹杞林、北埔、頭份、南庄の5つの支庁を管轄した。
- 1904年（明治37年）3月 - 頭份支庁は廃止となり中港支庁となる[2]。
- 1909年（明治42年） - 苗栗庁のうち大甲支庁以外の領域を編入する。
- 1912年（大正元年）12月 - 庁舎の移転に伴い中港支庁が頭份支庁に再び改称される[3]。
- 1915年（大正4年） - 三叉河支庁が苗栗支庁に編入される。
- 1920年（大正9年）10月 - 五州二庁制度の施行に伴い桃園庁（一部除く）と合併し新竹州となる。